# Louis-René Niol

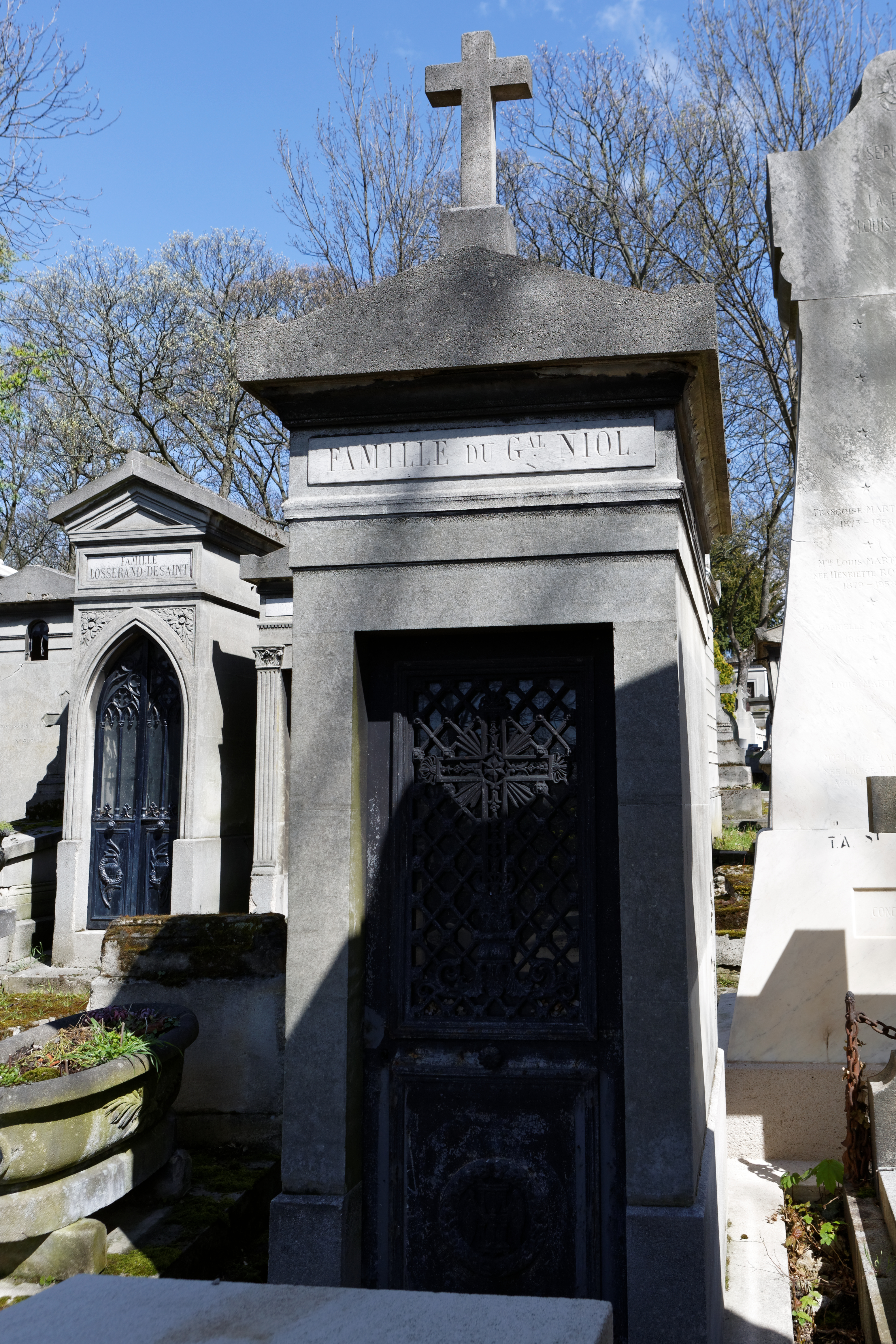
Parigi, Cimitero di Père-Lachaise, tomba di Louis René Niol.

Louis-René Niol (22 maggio 1802 – Parigi, 16 gennaio 1868) è stato un generale francese.

## Biografia
Nella battaglia di Solferino e San Martino fu comandante di una brigata di fanteria della Guardia imperiale del maresciallo Auguste Regnaud de Saint-Jean d'Angély.
Fu nominato generale di divisione il 13 agosto 1863.
Morì a Parigi nel 1868.